# Njemačka savezna banka
Njemačka savezna banka ili Bundesbanka (njem. Deutsche Bundesbank) je središnja banka Savezne Republike Njemačke te je dio Europskog sustava središnjih banaka (ESCB). Zbog svoje dosadašnje veličine i snage, Njemačka središnja banka je najutjecajniji član u toj organizaciji. Zanimljiva je činjenica da je sjedište savezne banke u Frankfurtu kao i Europske središnje banke. Službena kratica banke je BBk dok ju se zna zvati i Buba (za Bundesbank).
Savezna banka je osnovana 1957. godine kao nasljednica Banke njemačkih zemalja (nje. Bank deutscher Länder) te je bila središnja banka Zapadne Njemačke sve do njemačkog ujedinjenja 1990. godine.
Riječ je o prvoj središnjoj banci koja je od države dobila punu samostalnost za razliku od primjerice novozelandske središnje banke čije ciljeve određuje tamošnja Vlada. Takozvani "model savezne banke" primjenjuje i Europska središnja banka koja je stvorila koncept za temelj cijelog euro sustava.
Njemačka središnja banka ima veliko poštovanje zbog mogućnosti kontrole inflacije tijekom druge polovice 20. stoljeća. To je učinilo njemačku marku jednom od najcjenjenijih valuta dok je sama banka stekla značajan neizravan utjecaj u mnogim europskim zemljama.

## Povijest
1. siječnja 1876. u zemlji je osnovana Reichsbanka, ubrzo nakon stvaranja Njemačkog Carstva 1871. Trajala je do 1945. odnosno do kraja Drugog svjetskog rata. Njemačkim porazom u tom ratu, potpunim uništenjem zemlje i dr., tadašnja Reichsmark valuta postala je bezvrijedna. Zbog toga su na zapadnim okupacijskim zonama (uključujući i zapadni Berlin) provedene monetarne reforme koje su 21. lipnja 1948. stvorile novu valutu: Deutsch Mark odnosno njemačku marku. Reforma valute temeljila se na zakonima koje je donijela Saveznička vojna Vlada. Također, zapadni saveznici su uspostavili novi sustav središnje banke koja se sastojala od dvije razine a modeliran je na temelju američkog Sustava federalnih rezervi. Prva razina je uključivala središnju banku svake njemačke pokrajine (nje. Landeszentralbank) a u drugoj razini bila je središnja banka sa sjedištem u Frankfurtu na Majni. Tako su pokrajinske savezne banke odgovarale onoj centralnoj u Frankfurtu poznatoj kao Banka njemačkih zemalja (nje. Bank deutscher Länder).
O njezinom djelovanju odlučivalo je Središnje bankovno vijeće (nje. Zentralbankrat) koje je uklučivalo predsjednika same banke kao i predsjednike pokrajinskih banaka. Vijeće je odlučivalo o politici banaka, minimalnim rezervama, smjernicama u otvorenom tržištu i odobravanju kredita. Nakon što je središnja banka doživjela negativno iskustvo zbog podložnosti Vladi, uspostavljeno je načelo neovisne središnje banke. Tako je Banka njemačkih zemalja postala neovisna od njemačkih političkih tijela od samih početaka, uključujući i njemačku saveznu Vladu. Banka je vlastitu neovisnost od saveznika stekla 1951. godine.
Njemački Ustav koji je stupio na snagu 23. svibnja 1949. obvezao je njemačko savezno zakonodavstvo da uspostavi saveznu banku koja će biti odgovorna za izdavanje novčanica. Zakonodavstvo je ispunilo tu obvezu donošenjem Zakona o saveznoj banci (BBankG) 26. srpnja 1957. kojim je ukinuta struktura sustava središnje banke s dvije razine. Tako su pokrajinske savezne banke izgubile postojeću moć te su postale podružnice Banke njemačkih zemalja ali su zadržale stari naziv Landeszentralbank. Središnje bankovno vijeće je i dalje ostalo vrhovno tijelo koje je odlučivalo o radu središnje banke. Korekcija je napravljena tek u članovim vijeća kojeg su činili predsjednici pokrajinskih središnjih banaka i upravni odbor. Vijeće je odlučivalo o valuti i kreditnoj politici dok je tzv. Direktorium bio odgovoran da se provedu odluke samoga Vijeća. On se pak sastojao od predsjednika i potpredsjednika središnje banke te šest dodatnih članova.
Padom berlinskog zida i njemačkim ujedinjenjem sredinom svibnja 1990. godine stvorena je gospodarska, socijalna i monetarna unija sada već bivših zapadne i istočne Njemačke. Ona je počela s djelovanjem 1. srpnja 1990. dok je njemačka marka postala jedina zakonska valuta u sada ujedinjenim državama. Tako je Njemačka savezna banka postala odgovorna za novac i valutnu politiku unutar cijele monetarne unije. Kako bi se taj sporazum proveo, osnovano je Privremeno tijelo uprave dok je zbog novonastalih okolnosti (njemačko ujedinjenje) promijenjen i Zakon o saveznoj banci. Također, postojećih jedanaest regionalnih središnjih banaka i Privremeno tijelo uprave zamijenilo je devet regionalnih središnjih banaka slične ekonomske veličine.
Ujedinjenjem Njemačke, njemačka savezna banka je stvorila spor zbog tečaja koji će se koristiti pri konverziji istočnonjemačke marke (DDM) na deutsch marku (DEM). Tadašnji kancelar Helmut Kohl je odlučio ignorirati savjete banke te je izabrao kurs 1:1. Savezna banka je strahovala kako će to uzrokovati pretjeranu inflaciju te značajno narušiti gospodarstvo na području istočne Njemačke. Iako je prema javnom mišljenju prednost imala Bundesbanka, u ovom slučaju je prevladala odluka kancelara Kohla dok je predsjednik Pöhl podnio ostavku. Tada je savezna banka morala koristiti monetarne mjere kako bi ublažila učinak inflacije.
Sporazumom iz Maastrichta 1992. odnosno njegovim stupanjem na snagu godinu potom, postavljeni su ciljevi ekonomske i monetarne unije, jedinstvene valute, zajedničke vanjske i obrambene politike i dr. Time su ujedno stvoreni uvjeti za kasnije uvođenje eura kao zajedničke valute zemalja članica EU.
Dužnosti njemačke savezne banke su redefinirane 7. Zakonom o njemačkoj saveznoj banci iz 30. travnja 2002. Prema njemu, Bundesbanka je njemačka centralna banka te sastavni dio Europskog sustava središnjih banaka (ESCB). Za razliku od britanske Bank of England i američkog FED sustava, njemačka savezna banka nije službeno odgovorna za održavanje stabilnosti financijskog sustava.

## Zlatne rezerve
Njemačka savezna banka je po količini deponiranog zlata druga na svijetu (nakon američkog FED sustava). Tako je ukupna količina u 2016. godini iznosila 3.378 tona a dugo vremena se većina tog zlata čuvala u SAD-u, odnosno u čuvenom Fort Knoxu. Međutim, zbog pritiska javnosti odlučeno je da se ono ipak prebaci u Njemačku. Kada i kako se zlato prebacuje je tajna ali ipak se pokazalo da je 1.619 tona zlata, odnosno polovica, već u Bundesbanci.

## Zadaće
Njemačka savezna banka ima brojne zadaće a to su: osiguravanje novca za potrebe gospodarstva kao i fizičko osiguravanje cirkulacije gotovine. Također, Bundesbanka provjerava novac koji joj dostavljaju komercijalne banke i tvrtke koje su licencirane za transport novca, uklanjanje krivotvorenih novčanica iz optjecaja i njihova predaja policiji kao i povlačenje oštećenog papirnog i kovanog novca. Informacije o sigurnosnim mehanizmima vezanim uz novac, banka navodi u vlastitom tjednom biltenu.
Osim novca, Bundesbanka izdaje i vrijednosne papire za saveznu Vladu. Također, banka pohranjuje i devizne rezerve (u euru i drugim stranim valutama), rezerve zlata, vrijednosne papire u stranoj valuti, kredite kod inozemnih banaka i dr. Devizne rezerve mogu poslužiti banci kao sredstvo intervencije ako tečaj počne snažno oscilirati.
U odnosu na komercijalne banke, Njemačka savezna banka je za njih izvor refinanciranja i njihova klirinška kuća. Također, savezna banka ih nadzire u uskoj suradnji sa Saveznom financijskom regulatornom agencijom (nje. Bundesanstalt für Finanzdienstleistungsaufsicht, BaFin). Među zadaće spada i obavljanje bankarskih usluga za potrebe regionalnih saveznih banaka dok Bundesbanka ne smije odobriti kredite javnom sektoru. Razlozi tome su negativni povijesni presedani kada je tadašnja Reichsbanka financirala dva svjetska rata.

## Struktura
Njemačka savezna banka ima sjedište u Frankfurtu na Majni a ispod nje se nalazi devet regionalnih središnjih banaka koje obuhvaćaju određene savezne pokrajine:
- Frankfurt na Majni, sjedište njemačke banke a obuhvaća i pokrajinu Hessen,
- Stuttgart, obuhvaća pokrajinu Baden-Württemberg,
- München, obuhvaća Bavarsku,
- Berlin, obuhvaća Berlin kao savezni grad i pokrajinu Brandenburg,
- Hannover, obuhvaća pokrajine Bremen, Sasku-Anhalt i Donju Sasku,
- Hamburg, obuhvaća Hamburg kao savezni grad te pokrajine Schleswig-Holstein i Mecklenburg-Zapadno Pomorje,
- Düsseldorf, obuhvaća pokrajinu Sjeverna Rajna-Vestfalija,
- Mainz, obuhvaća Porajnje-Falačka i Saarland te
- Leipzig, obuhvaća Sasku i Tiringiju (Tirinšku).

## Predsjednici Bundesbanke
- 1948. – 1957. - Wilhelm Vocke (predsjednik Banke njemačkih zemalja) i Karl Bernard (predsjednik Središnjeg bankovnog vijeća).
- 1958. – 1969. - Karl Blessing.
- 1969. – 1977. - Karl Klasen.
- 1977. – 1979. - Otmar Emminger.
- 1980. – 1991. - Karl Otto Pöhl.
- 1991. – 1993. - Helmut Schlesinger.
- 1993. – 1999. - Hans Tietmeyer.
- 1999. – 2004. - Ernst Welteke.
- 2004. - Jürgen Stark (privremeni predsjednik).
- 2004. – 2011. - Axel A. Weber.
- 2011. - danas - Jens Weidmann.

## Vanjske poveznice
- Službena web stranica njemačke Bundesbanke  Arhivirana inačica izvorne stranice od 13. listopada 2017. (Wayback Machine)